# East Mersea
East Mersea är en civil parish i Storbritannien.   Den ligger i grevskapet Essex och riksdelen England, i den sydöstra delen av landet, 80 km öster om huvudstaden London. East Mersea ligger på ön Mersea Island.